# Louis Pinck
Louis Pinck (Lemberg, Mosel·la, 11 de juliol de 1873 - Saarbrücken, Saarland, 8 de desembre de 1940 fou un sacerdot catòlic de la diòcesi de Metz, folklorista i col·leccionista de cançons tradicionals de la Lorena alemanya.
El tercer de tretze fills del mestre de correus de Lemberg al país de Bitche, a Mosel·la, ingressà a la carrera eclesiàstica ben aviat, com un altre dels seus germans i una de les seves germanes. El 1901 fou ordenat sacerdot i fou vicari a la parròquia de Saint-Vincent de Metz. Des de 1902, va fer cursos socials a Mönchengladbach. Tot i l'oposició dels de Wendels, va fomentar la formació d'un sindicat cristià a la vall d'Orne. El 1903, va acceptar el càrrec de predicador a la catedral de Saint-Étienne a Metz. Al mateix temps, també gestiona dos diaris catòlics, el Lothringer Volksstimme i el Metzer katholisches Volksblatt.
Però, després d'haver criticat la política imperial a Lorena i la reconstrucció del castell d'Haut-Koenigsbourg, va ser destituït de les seves funcions i es va veure obligat a acceptar l'administració d'Hambach, prop de Sarreguemines. És en aquest moment que Pinck se centrarà en l'estudi de la cultura popular, una passió a la qual s'hi dedicà fins a la fi dels seus dies. A Hambach, s'adonà de l'enorme patrimoni cultural que els seus feligresos havien transmès de generació en generació, durant segles, a través de les seves cançons populars. Havent-se adonat de la fragilitat d’aquest patrimoni, primer va decidir recollir aquestes populars cançons de la Lorena alemanya, primer a la seva parròquia, posteriorment, als pobles dels voltants i, finalment, a tota la Mosel·la, fins i tot a part d'Alsàcia. D'aquesta manera, reunirà exactament 511 cançons populars, que publicarà en cinc volums. A més de fer referència a les lletres, Pinck arribarà a mencionar les melodies i les partitures per decorar-les. Pinck va arribar a enviar, el 1926, una còpia del primer volum del seu Verklingende Weisen a Guillem II, que amb la seva pròpia mà no va dubtar a retornar-lo: “Em consolo amb la idea de saber que una mala decisió meva va tenir conseqüències tan alegres i feliços".
Un dels seus germans, Pierre-Émile Pinck (1871-1932), cofundador del diari autonomista Die Zukunft i col·laborador del Volkstimme de Sarralbe, també va defensar la llengua, els costums, la religió i l'escola Mosel·la. Pel que fa a la seva germana, Angelika Merkelbach-Pinck, continuarà la tasca del seu germà i recollirà, del 1930 al 1939, nombrosos contes i contes en formes dialectals i en alemany estàndard, a tota la Lorena de parla alemanya.